# Kinemacolor

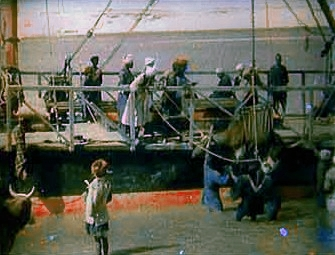

Kinemacolor va ser el primer procés utilitzat amb èxit per a capturar imatges en moviment a color, utilitzat comercialment del 1908 al 1914. Va ser inventat per un dels pioners del cinema britànic, George Albert Smith, l'any 1906. Aquest va estar influenciat per l'obra de William Norman Lascelles Davidson i, més directament, per la d'Edward Raymond Turner.
El procés va ser llançat l'any 1908 per la companyia de comerç de Charles Urban a Londres. Des de 1909 i fins ara, el procés es coneix com a Kinemacolor.

## Funcionament
Consisteix en un procés additiu de dos colors, fotografiant i projectant pel·lícules en blanc i negre sota l'alternança de filtres vermells i verds. Això va donar pas a l'edició de pel·lícules, als primers plans i al desenvolupament de la primera pel·lícula amb èxit projectada en color.
En els seus inicis, quan el cinema en color era experimental, el sistema projectava amb un cel·luloíde ortocromàtic, el qual destaca per la seva manca de sensibilitat en les àrees grogues i vermelles de l'espectre, de manera que el filtre vermell no actuava eficienment. Aquest problema es va solucionar amb l'arribada del cel·luloide pancromàtic, el qual Eastman Kodak va comercialitzar l'any 1913 per als operadors de càmera que estaven experimentant. No obstant, aquest no va evitar el fracàs del Kinemacolor, a més que els realitzadors van continuar utilitzant el cel·luloide ortocromàtic.

## Estrena
Les primeres imatges en moviment exhibides en Kinemacolor van ser un curtmetratge de vuit minuts filmat a Brighton, amb el títol A Visit to the Seaside, el qual va ser mostrat al comerç el setembre de 1908. El públic en general va veure per primera vegada Kinemacolor el 26 de febrer de 1909 en un programa de vint-i-un curtmetratges presentats al Palace Theatre de Londres. Als Estats Units, Kinemacolor va ser vist per primera vegada l'11 de desembre de 1909 en una exposició organitzada per George Albert Smith i Charles Urban al Madison Square Garden de Nova York.

## Èxit i declivi
El Kinemacolor va tenir el seu èxit més gran a Gran Bretanya, on es va mostrar, entre 1909 i 1918, a més de 250 locals. El sistema s'oferia als exhibidors a través de llicències o, a partir de 1913, a través d'un seguit de companyies ambulants. Normalment, el sistema romania a un sol lloc uns pocs mesos, però en alguns casos es va quedar a la mateixa localitat uns dos anys. Es van produir fins a 54 pel·lícules de ficció. A més, se'n van produir quatre més als Estats Units entre 1912 i 1913 i un al Japó,Yoshitsune Senbon Zakura (1914).
Tot i això, l'empresa mai va ser un èxit rotund, en part pel costós procés d'instal·lar projectors especials de Kinemacolor als cinemes. A més, la invenció feia que les pel·lícules es mostressin amb l'efecte d'halos al voltant de les imatges, un problema que mai es va arribar a solucionar. Als Estats Units, el Kinemacolor fou notable pel fet que el seu estudi de Hollywood va ser adquirit per D. W. Griffith. Griffith va continuar els seus plans de fer una adaptació de la novel·la americana The Clansman, de Thomas Dixon, el que va acabar convertint-se en la revolucionària El Naixement d'una Nació (1915).

## Pel·lícules enregistrades amb Kinemacolor
- The Adopted Child (1911)
- Aldershot Views (1912)
- All's Well That Ends Well (1914)
- Alpes-Maritimes — Cascade de Courmes (1912)
- The Alps (1913)
- An American Invasion (1913)
- The Amorous Doctor (1911)
- Artillery Drill at West Point (1910)
- Atlantic City (1912)
- The Baby (1910)
- A Balkan Episode (1911)
- Band of Queen's Highlanders (1909)
- Big Waves at Brighton (1912)
- Biskra and the Sahara Desert (1910)
- The Blackmailer (1911)
- Boys Will Be Boys (1911)
- Brown's German Liver Cure (1911)
- The Bully (1910)
- The Burglar as Father Christmas (1911)
- Burial of the Maine (1912)[6]
- Butterflies (1913)
- By Order of Napoleon (1910)
- By the Side of the Zuyder Zee (1912)
- Caesar's Prisoners (1911)
- Cairo and the Nile (1912)
- The Call of the Blood (1913)
- The Cap of Invisibility (1912)
- Carnival at Nice (1914)
- Carnival in Ceylon (1913)
- Carnival Scenes at Nice and Cannes (1909)
- Cart Horse Parade-May 31-Regent's Park (1912)
- Castles in the Air (1912)
- Cat Studies (1908)
- Charles Barnold's Dog and Monkey (1912)
- Checkmated (1911)
- Children Forming United States Flag at Albany Capitol (1912)
- Children's Battle of Flowers at Nice (1909)
- Choosing the Wallpaper (1910)
- A Christmas Spirit (1912)
- Church Parade of the 7th Hussars and 16th Lancers (1909)
- A Cingalese Fishing Village in Ceylon (1913)
- A Citizeness of Paris (1911)
- The Clown's Sacrifice (1911)
- Coney Gets the Glad Eye (1913)
- Coney as a Peacemaker (1913)
- Coronation of George V (1911)
- The Coster's Wedding (1910)
- The Crusader (1911)
- Dandy Dick of Bishopsgate (1911)
- A Detachment of Gordon Highlanders (1909)
- Detective Henry and the Paris Apaches (1911)
- A Devoted Friend (1911)
- Egypt (1910)
- Elevating an Elephant (1913)
- An Elizabethan Romance (1912)
- Entertaining Auntie (1913)
- Esther: A Biblical Episode (1911)
- The Explorers (1913)
- The Fall of Babylon (1911)
- Farm Yard Friends (1910)
- Fate (1911)
- Fifty Miles from Tombstone (1913)
- The Fisherman's Daughter (1911)
- Floral Fiends (1910)
- The Flower Girl of Florence (1911)
- Following Mother's Footsteps (1911)
- For the Crown (1911)
- A French Duel (1911)
- From Bud to Blossom (1910)
- From Factory Girl to Prima Donna (1911)
- The Funeral of Edward VII (1910)
- Galileo (1911)
- A Gambler's Villainy (1912)
- Ganges at Benares (1913)
- The General's Only Son (1911)
- George V's Visit to Ireland (1911)
- Gerald's Butterfly (1912)
- Girl Worth Having (1913)
- Gladioli (1913)
- Haunted Otter (1913)
- Hiawatha (1913)
- A Highland Lassie (1910)
- The Highlander (1911)
- His Brother's Keeper (1913)
- His Conscience (1911)
- His Last Burglary (1911)
- The House That Jack Built (1913)
- How to Live 100 Years (1913)
- The Hypnotist and the Convict (1911)
- Ice Cutting on the St. Lawrence River (1912)
- In Gollywog Land (1912)
- In the Reign of Terror (1911)
- Inaugurazione del Campanile di San Marco, Venice (1912)
- Incident on Brighton Beach (1909)
- Indiens sur le terrain M. A. A. A. (1910)
- The Inventor's Son (1911)
- The Investiture of the Prince of Wales at Caernarvon (1911)
- Italian Flower and Bead Vendors (1912)
- Italy (1910)
- Jack and the Beanstalk (1912)
- Jane Shore (1911)
- Japan (1913)
- Johnson at the Wedding (1911)
- Julius Caesar's Sandals (1911)
- Kinemacolor Fashion Gazette (1913)
- Kinemacolor Panama Pictures (1913)
- Kinemacolor Photo Plays (1913)
- Kinemacolor Puzzle (1909)
- Kinemacolor Songs (1911)
- The King and Queen on Their Way to Open the Victoria and Albert Museum (1912)
- The King of Indigo (1911)
- Kitty the Dressmaker (1911)
- Lady Beaulay's Necklace (1911)
- Lake Garda Northern Italy (1910)
- Launch of the S.S. Olympic (1912)
- The Letter (1909)
- Liquors and Cigars (1910)
- The Little Daughter's Letter (1911)
- Little Lady Lafayette (1911)
- Little Lord Fauntleroy (1914)
- The Little Picture Producer (1914)
- The Little Wooden Soldier (1912)
- The London Fire Brigade (1910)
- London Zoological Gardens (1910)
- Lost Collar Stud (1914)
- The Lost Ring (1911)
- Love and War in Toyland (1913)
- Love Conquers (1911)
- Love in a Cottage (1911)
- Love of Riches (1911)
- Love Story of Charles II (1911)
- Love's Strategy (1911)
- A Lucky Escape (1911)
- The Lust for Gold (1912)
- Magic Ring (1911)
- The Making of the Panama Canal (1912)
- The Marble Industry at Carrara Italy (1913)
- A Merry Monarch (1913)
- The Mighty Dollar (1912)
- The Millionaire's Nephew (1911)
- The Minstrel King (1912)
- Miscellaneous Flowers (1914)
- Mischievous Puck (1911)
- Mission Bells (1913)
- Modelling Extraordinary (1912)
- A Modern Hero (1911)
- The Modern Pygmalion and Galatea (1911)
- Motor and Yacht Boating in England (1910)
- Music Hath Charms (1911)
- Mystic Manipulations (1911)
- A Narrow Escape (1913)
- Nathan Hale (1913)
- Natural Color Portraiture (1909)
- Naval Review at Spithead (1910)
- Nell Gwynn the Orange Girl (1911)
- Nobility (1912)
- A Noble Heart (1911)
- Normal Melbourne (1912)
- Nubia, Wadi Halfa and the Second Cataract (1911)
- Oedipus Rex (1911)
- Ofia, the Woman Spy (1912)
- The Old Guitar (1912)
- The Old Hat (1910)
- Oliver Cromwell (1911)
- Only a Woman (1912)
- Other People's Children (1913)
- Pageant of New Romney, Hythe, and Sandwich (1910)
- Pagsanjan Falls (1911)
- Paris Fashions (1913)
- The Passions of an Egyptian Princess (1911)
- The Peasants and the Fairy (1911)
- Performing Elephants (1913)
- Phil Rees' Stable Lads (1912)
- Picking Strawberries (1910)
- Pisa Italy (1913)
- Pompeii (1912)
- Great Falls of the Potomac Falls Virginia (1910)
- The Power of Prayer (1913)
- The Priest's Burden (1911)
- The Princess of Romana (1913)
- The Rabbits-Sheep-Carrots for the Donkey (1909)
- Rambles in Paris (1913)
- Reaping (1909)
- The Rebel's Daughter (1911)
- Representatives of the British Isles (1909)
- Reptiles (1912)
- Review of Troops by George V (1910)
- Revues des Boy Scouts a Mont-real (1910)
- The Richmond Horse Show (1910)
- The Rivals (1913)
- Riviera Coast Scenes (1909)
- Riviera Fisher Folk (1909)
- Robin Hood (1913)
- A Romance of the Canadian Wilds (1910)
- Romani the Brigand (1912)
- Royal Ascot (1912)
- A Run with the Exmoor Staghounds (1912)
- Sailing and Motor Boat Scenes at Southwick (1909)
- Samson and Delilah (1911)
- Santa Claus (1913)
- Saved From the Titanic (1912) (only two scenes were filmed in Kinemacolor)
- The Scarlet Letter (1913)
- Scenes a Mont-real comprenant le Gymkhana (1910)
- Scenes in Algeria (1910)
- Scenes on the Mediterranean (1913)
- A Scrap of Paper (1913)
- A Seaside Comedy (1912)
- The Silken Thread (1911)
- Simpkin's Dream of a Holiday (1911)
- Small Game at the Zoo (1912)
- Soldiers' Pet (1909)
- Spreewald (1913)
- St. John the Baptist (1912)
- Stage Struck (1913)
- Steam (1910)
- The Story of the Orange (1913)
- The Story of the Wasp (1914)
- Strange Mounts (1912)
- Suffragette's Parade in Washington, D.C. (1913)
- The Sugar Industry of Jamaica (1913)
- Sunset on the Nile (1913)
- Swank and the Remedy (1911)
- Swans (1909)
- Sweet Flowers (1909)
- Tartans of Scottish Clans (1906)
- Telemachus (1911)
- Three Cape Girls (1912)
- The Tide of Fortune (1912)
- Theodore Roosevelt (1912)
- There Is a God (1913)
- Tobogganing in Switzerland (1913)
- La Tosca (1911) with Lillian Russell based on the play by Victorien Sardou
- A Tragedy of the Olden Times (1911)
- Trilby and Svengali (1911)
- A Trip Up Mount Lowe USA (1913)
- A True Briton (1912)
- Two Can Play at the Same Game (1911)
- The Two Chorus Girls (1911)
- Two Christmas Hampers (1911)
- Two Clowns (1906)
- The Two Rivals (1912)
- Uncle's Picnic (1911)
- The Unveiling of the Queen Victoria Memorial (1911)
- The Vandal Outlaws (1912)
- Venice and the Grand Canal (1910)
- The Vicissitudes of a Top Hat (1912)
- View of Brighton Front (1909)
- A Visit to Aldershot (1909)
- A Visit to the Seaside (1908)
- Visite de son Altesse Royale le Duc de Connaught a Mont-real (1910)
- Voyage de Liverpool a Vancouver via Mont-real (1910)
- Washington's Home and Grounds at Mount Vernon (1910)
- Water Carnival at Villefranche-sur-Mer (1909)
- Waves and Spray (1909)
- William Howard Taft (1912)
- William Tell (1914)
- Winter in Moscow (1913)
- Winter Sports at Are (1913)
- With Our King and Queen Through India (The Durbar at Delhi) (1912)
- The Wizard and the Brigands (1911)
- Women Draped in Patterned Handkerchiefs (1908)
- The World, the Flesh and the Devil (1914)
- Yoshitsune Senbon Zakura (Japó, 1914)